# Mentakab
Mentakab (en jawi: منتاكب) es una localidad de Malasia, en el estado de Pahang.
Se encuentra a una altitud de 59 m sobre el nivel del mar. 

## Demografía
Según estimación 2010 contaba con 50054 habitantes.